# Bitva u Brandywine
Bitva u Brandywine, také známá jako bitva o Brandywine Creek (potok Brandywine), byla svedena mezi americkou kontinentální armádou generála George Washingtona a britskou armádou generála sira Williama Howea dne 11. září 1777 v průběhu americké revoluční války (1775–1783). 
Síly se setkaly poblíž Chadds Ford v Pensylvánii, když se Howe přesunoval se svou armádu směrem na Filadelfii, na americké hlavní město. „Červenokabátníci“ britské armády v bitvě porazili americké rebely a přinutili je ustoupit na severovýchod směrem k Filadelfii. 
V bitvě u Brandywine bojovalo více vojáků než v jakékoli jiné bitvě americké revoluce. Byla to také nejdelší jednodenní bitva s nepřetržitým bojem, trvala 11 hodin.

## Popis bitvy
Howeova armáda se přesunula ze Sandy Hook v New Jersey přes New York Bay (New York Bay je společný termín pro mořské oblasti obklopující ústí řeky Hudson do Atlantského oceánu v New Jersey a New Yorku) z okupovaného města New York City na jižním cípu Manhattan Island dne 23. července 1777 a utábořila se poblíž dnešního Elktonu v Marylandu v místě “Head of Elk” u řeky Elk na severním konci zálivu Chesapeake, u jižního ústí řeky Susquehanna. Britská armáda pochodovala na sever a přemohla americké lehké síly v několika potyčkách. 
Generál Washington vyslal svou armádu za Brandywine Creek u řeky Christina. Zatímco část jeho armády pochodovala přes Chadds Ford, generál Howe vzal většinu svých vojáků na dlouhý pochod, překročil říčku Brandywine daleko za pravým bokem armády generála Washingtona. Kvůli špatnému průzkumu Američané nezjistili britské pozice včas. Opožděně byly přesunuty tři divize, aby blokovaly britskou doprovodnou sílu v „Birmingham Friends Meetinghouse and School“ a „Quaker meeting house“.
Po tvrdém boji proniklo Howeovo křídlo nově vytvořeným americkým pravým křídlem, které bylo rozmístěno na několika kopcích. V tomto okamžiku generálporučík Wilhelm von Knyphausen napadl Chadds Ford a zničil americké levé křídlo. Když Washingtonova armáda ustoupila, americký generál Nathanael Green zadržoval generála Howea dostatečně dlouho, aby americká armáda mohla uniknout na severovýchod. Polský generál Casimir Pulaski odvážným útokem zachránil ustupující americké oddíly a byl za hrdinství generálem Washingtonem povýšen do hodnosti brigádního generála rovnou na bojišti.
Porážka zanechala Filadelfii nechráněnou. Britové obsadili město o dva týdny později 26. září a začali okupaci, která trvala devět měsíců až do června 1778.

## Příprava bitvy
Na konci srpna 1777, po 34 denní cestě ze Sandy Hook na pobřeží New Jersey, flotila Royal Navy s více než 260 loděmi přepravujícími asi 17 000 britských vojáků pod velením britského generála Sira Williama Howea přistála u ústí řeky Elk, na severním konci zátoky Chesapeake poblíž dnešního Elktonu v Marylandu (tehdy známé jako Head of Elk), přibližně 60–80 km jihozápadně od Filadelfie. Vykládka lodí se ukázala jako logistický problém, protože úzký říční krk byl mělký a bažinatý. Generál George Washington umístil americké síly, asi 20 300 vojáků mezi Head of Elk a Filadelfii. Jeho průzkumníci zjišťovali sílu protivníka, ale kvůli problémům z vyloděním generál Howe nevytvořil typický tábor, ale rychle se s jednotkami přesunoval kupředu. V důsledku toho Washington nebyl schopen přesně zjistit sílu nepřátelské armády.
Po potyčce u Coochova mostu jižně od Newarku se britské jednotky přesunuly na sever a Washington opustil obranný tábor podél Red Clay Creek u Newportu v Delaware a postavil své jednotky proti Britům v Chadds Ford. Toto místo bylo důležité, protože se jednalo o nejrychlejší přechod přes řeku Brandywine na cestě z Baltimoru do Filadelfie. Dne 9. září Washington přemístil své oddíly, aby hlídal další brody nad a pod Chadds Ford, doufaje, že tam si vynutí bitvu. Pověřil generála Johna Armstronga, který velel asi 1 000 vojáků z pensylvánských milic, aby kryl místo zvané Pyle's Ford, 5,8 km jižně od Chadds Ford, které už kryly divize generála Anthony Wayna a Nathanaela Greena. Divize generálmajora Johna Sullivana se rozložila na sever podél brandywinských východních břehů a pokrývala výšinu severně od Chadds Ford spolu s divizí generála Adama Stephena a divizí generálmajora Williama Alexandera, známého jako Lord Stirling. Dále proti proudu byla brigáda plukovníka Mosese Hazena chránící Buffington's Ford a Wistar's Ford. Washington si byl jistý, že oblast je zabezpečená.
Britové seskupili síly na nedalekém Kennett Square. Howe, který měl o této oblasti lepší informace než Washington, neměl v úmyslu zahájit čelní útok v plném rozsahu proti připraveným americkým silám. Místo toho použil manévr, podobný tomu, který byl použit v bitvě na Long Islandu. Asi 6 800 mužů pod velením Wilhelma von Knyphausena postoupilo na místo střetnutí s Washingtonovými jednotkami v Chadds Ford. Zbytek Howeových jednotek, asi 9 000 mužů, pod vedením Charlese, lorda Cornwallise, pochodoval na sever k Trimble's Ford přes západní Brandywine Creek, poté na východ k Jefferies Ford přes West Branch k Brandywine Creek, pak na jih k Jefferies Ford přes East Branch (dva brody, které Washington přehlédl) a pak na jih, aby z boku zaútočil na americké síly.

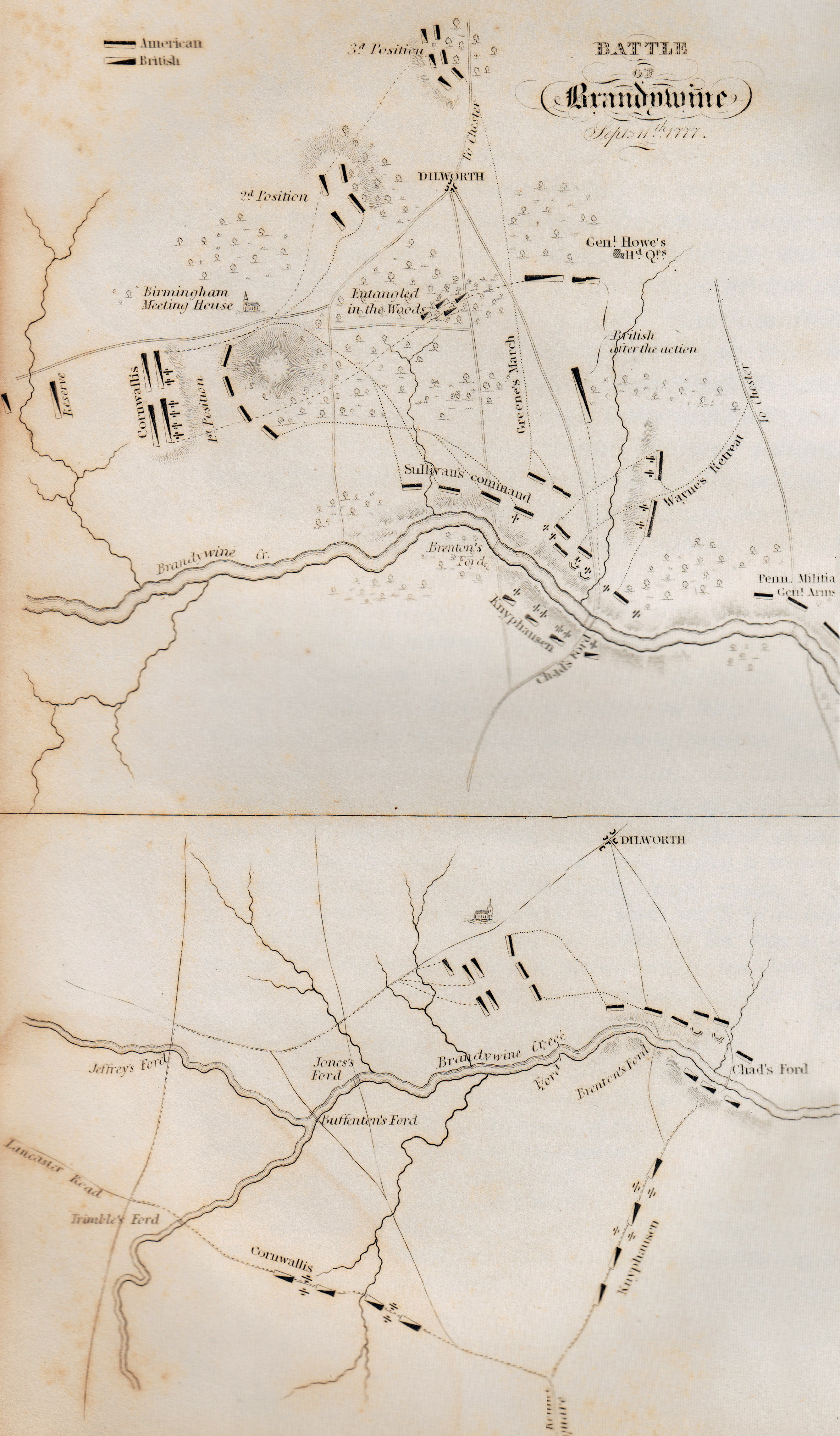
Mapa bitvy u řeky Brandywine, rytina, rok 1830

## Britský postup
Den 11. září 1777 začal hustou mlhou, která poskytla krytí britským jednotkám. Washington obdržel protichůdné zprávy o britských přesunech a nadále věřil, že hlavní jednotka se připravuje k útoku na Chadds Ford. V 5:30 ráno začaly britské a Hesenské jednotky pochodovat na východ podél „Great Road“ z Kennett Square a postupovaly k americkým jednotkám u Brandywine Creek. První výstřely bitvy se odehrály asi 4 km západně od Chadds Ford u Welch's Tavern. Maxwellova kontinentální lehká pěchota se potýkala s britským předvojem, především s Queen's Rangers. Britové pokračovali v postupu a narazili na větší sílu kontinentální armády u areálu Old Kennett Meetinghouse. Z areálu Meetinghouse pokračovala bitva tři kilometry do Brandywine Creek v Chadds Ford. Nakonec Britové zatlačili Američany zpět, ale utrpěli těžké ztráty.

## Americký postup
Asi v 18 hodin dorazili Washington a Greene s posilou, aby se pokusili zahnat Brity, kteří nyní obsadili Meeting House Hill. Washington se radil s Greenem a Knoxem, který byl hlavou dělostřelectva, na dvoře domu William Brintona. Bylo rozhodnuto, že Knox rozmístí své dělostřelectvo, aby zpomalil britský postup. Greeneovy posily, kombinované se zbytky Sullivanových, Stephenových a Stirlingových divizí, se zformovaly jižně od Dilworthu a zastavily Brity téměř na hodinu, takže zbytek armády mohl ustoupit. Když padla tma, Greeneova divize konečně zahájila pochod do Chesteru spolu se zbytkem armády. Britská armáda nebyla schopna Američany ve tmě pronásledovat. Američané byli také nuceni zanechat mnoho svých děl na Meeting House Hill, protože téměř všichni jejich dělostřelečtí koně byli zabiti. Poražení Američané se stáhli do Chesteru, kam dorazila většina z nich o půlnoci, a do rána dorazili ostatní. Americký ústup byl dobře organizovaný, do značné míry díky úsilí Gilberta du Motier, markýze de La Fayette, který, i když byl zraněn, dal přednost před ošetřením svého zranění vytvoření bodu shromáždění, což umožňovalo uspořádanější ústup.

## Následky
Ačkoli generál Howe porazil americkou armádu, neměl dostatečné síly k jejímu úplnému zničení.Generál Washington se dopustil vážné chyby, když nechal svůj pravý bok otevřený a téměř způsobil zničení své armády, pokud by nebylo divizí Sullivana, Stirlinga a Stephena, které chránily ústup. Večer se blížil a navzdory brzkému zahájení pronásledování, které nařídil Cornwallis, byla většina americké armády schopna uniknout. Ve své zprávě na kontinentálním kongresu s podrobnostmi o bitvě Washington prohlásil: „Navzdory každodennímu strádání jsem potěšen, že mohu oznámit, že většina mých mužů je v dobré náladě a stále mám odvahu bojovat s nepřítelem další dny.“
Britské a americké síly v příštích několika dnech manévrovaly kolem sebe s několika setkáními, jako je bitva o Paoli v noci 20. – 21. září 1777.
Kontinentální kongres opustil Filadelfii a přestěhoval se nejprve na jeden den do Lancasteru v Pensylvánii a poté do Yorku v Pensylvánii. Vojenské zásoby byly přesunuty do Readingu v Pensylvánii. Dne 26. září 1777 britské síly vpochodovaly do Filadelfie.